# ロキシー・オリン
ロキシー・オリン（Roxy Olin、1985年11月5日 - ）は、アメリカ合衆国の女優。
父は俳優のケン・オリン、母は女優のパトリシア・ウェティグである。
テレビドラマ『ブラザーズ&シスターズ』では親子3人で共演している。

## 出演作品
- ブラザーズ&シスターズファイナル・シーズン（ミッシェル）
- ブラザーズ&シスターズシーズン4（ミッシェル）
- ブラザーズ&シスターズシーズン1（ミッシェル）
- The City